# Margarita Terechova
Margarita Borísovna Térechova (in russo Маргари́та Бори́совна Те́рехова?; Turinsk, 25 agosto 1942) è un'attrice russa, in precedenza sovietica, nota per la sua interpretazione nel film Lo specchio (1975) di Andrej Tarkovskij, dove impersona contemporaneamente la madre e la moglie (Natalja) del protagonista.

## Filmografia parziale

### Cinema
- Barev, yes em (Здравствуй, это я!), regia di Frunze Dovlatyan (1966)
- Beguščaja po volnam (Бегущая по волнам), regia di Pavel Grigor'evič Ljubimov (1967)
- Monolog (Монолог), regia di Il'ja Aleksandrovič Averbach (1972)
- Četvёrtyj (Четвёртый), regia di Aleksandr Borisovič Stoller (1972)
- Lo specchio (Зе́ркало), regia di Andrej Tarkovskij (1975)
- Doverie (Доверие), regia di Viktor Ivanovič Tregubovič e Edvin Laine (1975)
- Rikki Tikki Tavi nella giungla (Рикки-Тикки-Тави), regia di Aleksandr Zguridi (1975)
- Il giardino della felicità (The Blue Bird), regia di George Cukor (1976)
- Poka stojat gory (Пока стоят горы), regia di Vadim Vasili'evič Michajlov (1976)
- Mama, Ich lebe, regia di Konrad Wolf (1977)
- Rus' iznačal'naja (Русь изначальная), regia di Gennadij Vasil'ev (1985)
- Ono (Русь изначальная), regia di Sergej Ovčarov (1989)

### Televisione
- D'Artagnan e i tre moschettieri, regia di Georgij Jungval'd-Chil'kevič (1978)